# Borghild Blyberg
Borghild Blyberg (Christiania, 1882 – onbekend) was een Noors zangeres. Haar stembereik was mezzosopraan.
Ze werd geboren binnen het gezin van typograaf Anton Joachim Blyberg en Alvilde Blyberg uit Fredrikstad (1857), waarvan het huwelijk in 1900 al was gestrand. Ze kreeg haar muzikale opleiding van Eva Nansen. Vanaf 1907 begon ze ook zanglessen te geven. In 1908 gaf ze les aan de Oslo Musikskole, die eerder werd opgericht door violiste Maia Bang Hohn. Daarbij verdween ze uiteindelijk ook van het concertpodium en werd niets meer van haar vernomen, behalve een enkel optreden in 1914.
Mon Schjelderup droeg haar To sange op 31 uit 1901 aan Blyberg op. 
Enkele concerten:
- In november 1901 had ze een zesdaagse tournee in Zweden met pianiste Agathe Backer-Grøndahl met liederen van Edvard Grieg, Halfdan Kjerulf en Christian Sinding; eindconcert in Trondheim
- 9 mei 1903: een gezamenlijk concert met onder andere Carl Hagman
- 1907: Stockholm
- februari 1914: Calmeyersgatens missionhus